# Кефалония (аэропорт)
Международный аэропорт Кефалонии «Ана Полату» (греч. Κρατικός Αερολιμένας Κεφαλονιάς "Άννα Πολλάτου") — аэропорт на острове Кефалония в Греции. Аэропорт открыт в 1971 году. Новая взлетно-посадочная полоса и здание терминала были построены в 1980 году.

## История
В декабре 2015 года между Государственным приватизационным фондом Греции и компанией Fraport AG/Copelouzos Group было подписано соглашение о приватизации 14 гражданских аэропортов Греции, в том числе аэропорта Кефалонии. В соответствии с условиями соглашения, совместная компания будет управлять аэропортами в течение 40 лет, начиная с осени 2016 года.